# Sonic Groove
Pour les articles homonymes, voir Sonic (homonymie).
Sonic Groove est un label de musique japonais de la compagnie Avex Group, fondé en 2000, sous-label du principal label de la compagnie, Avex Trax. Parmi ses artistes, représentés par l'agence Vision Factory (en), figurent EARTH (premières sorties du label), SPEED (depuis 2001) et ses quatre chanteuses en solo (hiro, Eriko Imai, Hitoe Arakaki, Takako Uehara), AKINA, Hinoi Team, MAX (depuis 2005), Daichi Miura, Da Pump (depuis 2011), etc.